# AL-KO Vehicle Technology Group
Die AL-KO Vehicle Technology Group GmbH mit Hauptsitz in Kötz ist ein international tätiger Entwickler und Hersteller von Komponenten und Zubehör in den Bereichen Freizeitfahrzeuge, Nutzfahrzeuge und Nutzanhänger.
Das Fahrzeugunternehmen war bis 2015 zentraler Teil des Familienunternehmens AL-KO Kober, welches an derselben Adresse ansässig ist. Das abgespaltene Unternehmen wurde mit dem amerikanischen Achsenhersteller Dexter Axle unter dem Dach von DexKo Global zusammengefasst. Die AL-KO Vehicle Technology Group beschäftigt rund 3000 Mitarbeiter. Im Jahr 2020 erwirtschaftete das Unternehmen einen Umsatz von 638 Mio. Euro.

## Geschichte
Den Grundstein für die AL-KO Fahrzeugtechnik legte Alois Kober (1908–1996) mit der Gründung der Alois Kober GmbH im Jahre 1931. Das Unternehmen begann als kleine Schmiede in Großkötz. 1952 startete die Fertigung von Handbremshebeln. In den nachfolgenden Jahren lief die Produktion von Achsen und Rahmenfahrgestellen für Wohnwagen an. Schon 1958 rief man die erste Tochterfirma ins Leben und die Söhne Kurt (1936–2015), Willy und Herbert Kober, die alle bei ihrem Vater in die Lehre gingen, übernahmen Mitverantwortung. Die erste Auslandsniederlassung wurde 1961 in Österreich gegründet, weitere Niederlassungen in England, Frankreich, Italien und der Schweiz folgten im Jahre 1970.
Die Entwicklung der AKS-Spursicherungssysteme 1975 und die Markteinführung des heutigen AL-KO Chassis für Wohnmobile waren wichtige Schritte für den Erfolg der AL-KO Fahrzeugtechnik. Nach der Eröffnung der Standorte USA 1983 und Australien 1986 folgte ein Jahr später die Gründung der AL-KO Kunststofftechnik.
Im Jahre 1987 wurde die Alois Kober GmbH in die AL-KO Kober AG überführt. Alle drei Kober-Brüder agierten dort als Vorstandsmitglieder. Mit der Übernahme der „VEB Dämpfungstechnik“ in Hartha (Sachsen) kam 1991 der Geschäftsbereich AL-KO Dämpfungstechnik hinzu. Die AL-KO Business Unit Damping Technology wurde aufgrund der Konzentration auf das Kerngeschäft des Mutterkonzerns AL-KO Vehicle Technology Group 2021 an KW automotive veräußert. 2012 wurde die Sawiko Fahrzeugzubehör GmbH im niedersächsischen Neuenkirchen-Vörden übernommen und als eigenständige Marke weitergeführt.
Im Mai 2013 wurde die Aktiengesellschaft nach deutschem Recht in eine Aktiengesellschaft nach europäischem Recht mit Namen AL-KO Kober SE umgewandelt. Ein Jahr später akquirierte AL-KO die britische Firma Bradley Doubledock in Bingley (West Yorkshire), deren Produktion 2016 nach Southam (Warwickshire) verlagert wurde.

### Zusammenschluss zu Dexko Global
Auf dem nordamerikanischen Markt für Fahrzeugachsen ist die Dexter Axle aus Elkhart (Indiana) marktführend. Zum Jahresanfang 2016 veräußerte die AL-KO Kober SE ihre Fahrzeugtechnik-Sparte an Investoren, die sie mit Dexter Axle zur DexKo Global Inc, zusammenschlossen. Seither agiert die AL-KO Fahrzeugtechnik als eigenständige Marke unter dem Dach von DexKo Global und ist im Konzern für die Märkte außerhalb der Vereinigten Staaten zuständig. Als Mehrheitsaktionär von DexKo Global fungierte bis 2021 das amerikanische Investmentunternehmen KPS Capital Partners. Brookfield Business Partners erwarb im Jahre 2021 die Aktionärsanteile und unterstützt AL-KO Vehicle Technology seitdem als neuer Eigentümer.
Nach dem Zusammenschluss zur DexKo Global und der daraus resultierenden internationalen Expansionsstrategie folgten die Übernahmen der Winterhoff GmbH in Breckerfeld und der Melbourne Trailer and Caravan Supplies in Australien. 2017 übernahm AL-KO von der BPW Bergische Achsen deren Tochterunternehmen BPW Fahrzeugtechnik mit Sitz in Paderborn und erwarb das kanadische Unternehmen Ingersol Axles von der IMT Group. Mit der Übernahme von E&P Hydraulics im Jahr 2017 bündelt AL-KO sämtliche Kompetenzen im Stützenbereich. Auch 2018 hat AL-KO einige Akquisitionen zu verzeichnen. Die australischen Unternehmen G&S Chassis und Hume Caravan Supplies ergänzen seitdem das Markenportfolio. Ebenso wurden Übernahmen von CM Trailer Parts aus Neuseeland und CBE aus Italien abgeschlossen. Unter dem Dach von DexKo Global stehen seit 2019 zudem die Chassishersteller Preston Chassis (AUS) und Bankside Patterson (GB). Weitere Übernahmen erfolgten mit Aguti, einem Anbieter von Sitzen und Zubehör, und dem italienischen Hydraulikspezialisten SAFIM. Zuletzt übernahm AL-KO das Elektronikunternehmen Nordelettronica (2020) aus Italien sowie Brink (2021), einen Hersteller von Anhängerkupplungen aus den Niederlanden.
Der Mutterkonzern DexKo Global Incorporation übernahm 2022 in den Niederlanden die De Haan Metaaltechniek B.V., einen Entwickler und Produzenten von Kotflügeln. Mit ihrem seitherigen Lieferanten will die AL-KO Vehicle Technology Group vertieft zusammenarbeiten. Weitere Übernahmen erfolgten unter anderem kürzlich mit dem schwedischen Händler von Hubstützen- und Federungssystemen TCM Projekts B.V. (2023), dem deutschen Elektronikhersteller Toptron Elektronik GmbH & Co. KG (2023) und italienischen Hydraulikspezialisten Cerma Srl in (2024). 

## Geschäftsbereiche
Das Kerngeschäft der AL-KO Fahrzeugtechnik sind Komponenten für Anhänger, Caravan, Reisemobil sowie Nutzfahrzeuge, Agrar- und Baufahrzeuge. Dazu gehören beispielsweise Chassis, Luftfederungen, Heckträger, Hubstützensysteme, Sicherheitssysteme, Hydraulik. 

## Standorte

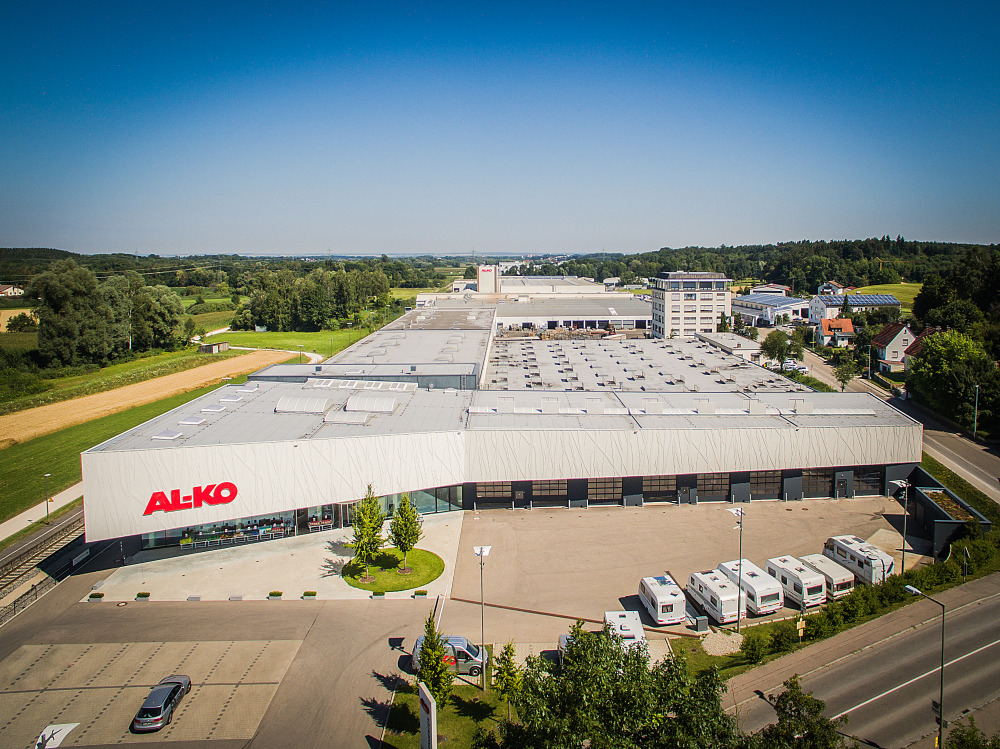
AL-KO-Werk in Kötz

Hauptstandort und Unternehmenssitz ist Kötz in Bayern. Weitere Standorte sind Neuenkirchen-Vörden, Elsdorf, Vintl, Louhans, Nieuw-Vennep, Skene und Ramsau im Zillertal. Insgesamt ist die AL-KO Fahrzeugtechnik an mehr als 40 Standorten weltweit vertreten. Im Hinblick auf die Umsatzzahlen nach Regionen finden die Hauptgeschäfte in Deutschland (40 Prozent Umsatzanteil) und dem übrigen Europa (48 Prozent Umsatzanteil) statt.